# Julia Pirotte
Pour les articles homonymes, voir Pirotte.
Julia Pirotte (née Djament Golda Perla le 26 aout 1907 à Końskowola, au nord de Lublin et morte le 25 juillet 2000 à Varsovie) est une photographe de presse polonaise connue pour son travail à Marseille pendant la Seconde Guerre mondiale, documentant la vie quotidienne puis les combats de la Libération à laquelle elle a participé, ainsi que pour ses photographies des victimes du pogrom de Kielce en 1946.

## Biographie

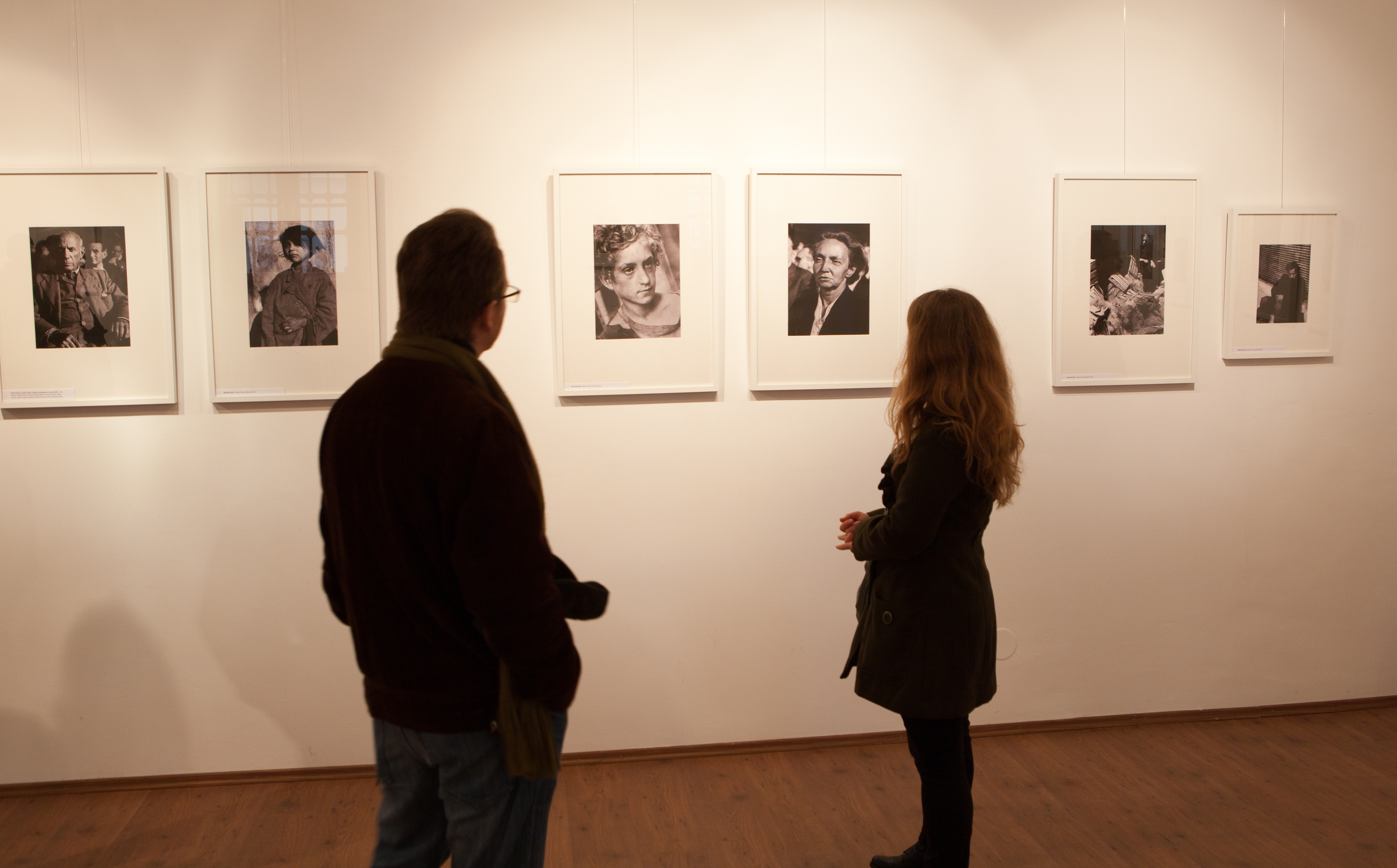
Exposition d'œuvres de Julia Pirotte à Bratislava, 2013.

Née dans une famille pauvre de juifs polonais, Golda est la seconde enfant de Baruch Djament et Sura Szejnfeld. Son frère Marek est né en 1905, sa sœur Mindla en 1911, Elle a 9 ans quand leur maman décède. Le père se remarie et s'établit à Varsovie où il ouvre une épicerie.
Autodidactes, les trois adolescents rejoignent le parti communiste polonais (KPP). Golda et son frère, qui sont de la même génération que Gomulka, sont, en 1926, la cible du régime autoritaire mis en place par le maréchal Pilsudski. Son frère trouve refuge en URSS et échappe à l’arrestation. Golda, qui n’a que 17 ans, est condamnée à quatre ans de prison pour activités communistes. En 1934, menacée une nouvelle fois d'arrestation, elle fuit la Pologne avec l'aide du Secours rouge international, et est accueillie en Belgique. Elle fait des ménages pour vivre. En 1935, elle épouse Jean Pirotte, militant syndical. La citoyenneté belge lui permet de participer pleinement à la vie syndicale et politique. Elle travaille dans une usine métallurgique à Ixelles. Son charisme et sa détermination l’amènent à diriger des manifestations lors des grèves et meetings ouvriers, nombreux en 1936. Pour la revue Femme et pour le quotidien communiste 'Le Drapeau rouge, elle écrit des articles dénonçant les conditions des travailleur-ses et les conditions de vie des mineurs polonais qu’elle est chargée d’organiser. Quand elle se retrouve au chômage, Suzanne Spaak, qui apprécie son talent de journaliste, lui conseille de suivre des cours de photographie et de journalisme et lui offre un Leica Elmar 3 qui ne la quitte plus.
En 1939, elle effectue pour l'agence Foto Waro un reportage destiné au magazine belge Le Soir Illustré, qui l’envoie dans les pays baltes lorsque l'Allemagne envahit la Pologne.
Le 10 mai 1940, lors de l'invasion de la Belgique par les Allemands, elle se joint à l'exode et gagne le Sud de la France où elle travaille d'abord dans une usine d'aviation puis devient photographe de plage.
Basée à Marseille, elle est engagée comme photographe de presse pour l'hebdomadaire Dimanche Illustré et réalise notamment un portrait d’Édith Piaf tout en menant ses activités de résistante dans la FTP MOI, en servant de courrière pour le transport de la presse clandestine et d'armes et la réalisation de faux papiers. Pendant ce temps, elle prend de nombreuses photographies documentant la vie quotidienne dans la ville sous le régime de Vichy, les quartiers du Vieux Port, et les enfants juifs du camp Bompard qui sent déportés vers Drancy et Auschwitz. Le 21 août 1944, Julia Pirotte participe à l'insurrection de la ville. Elle photographie la libération de Marseille par la Résistance et l'arrivée des troupes alliées.

« Les plus grands jours de ma vie, écrit-elle, furent ceux de l'insurrection à Marseille. Comme tant d'autres, j'avais des comptes à régler avec les nazis, mes parents et toute ma famille étaient morts dans des camps en Pologne et dans les ghettos. J'étais sans nouvelle de ma sœur prisonnière politique, je ne savais pas encore qu'elle était morte guillotinée. Je me trouvais avec mon groupe de partisans, le 21 août 1944 à 15 h devant la préfecture. Les Allemands en fuite tiraient. Accroupie à l'abri de la roue d'une camionnette, j'ai réalisé ma première photo de la liberté retrouvée. L'ennemi reculait devant les partisans, c'était le début de l'insurrection. »

Elle rentre en Pologne en 1946 et découvre un pays en ruine où l’antisémitisme perdure.
Elle devient alors photographe de presse du périodique militaire Zolnierz Polski (Le Soldat polonais) pour lequel elle documente notamment la reconstruction du pays dévasté et la vie des enfants juifs en orphelinat. Elle fonde l'agence WAF et forme de jeunes photographes.
Elle est la seule photographe à prendre des images du pogrom de Kielce, qui a coûté la vie à 42 personnes et qui a fait 80 blessés, montrant les cercueils des victimes, les blessés à l'hôpital puis les funérailles de ce massacre de juifs polonais survivants du génocide ou de rapatriés d'Union soviétique, commis par la population locale, le 4 juillet 1946. Son reportage est publié dans Zolnierz Polski mais les négatifs des trois films qu'elle réalise à Kielce sont ensuite confisqués par la police politique (UB). Ses photographies sont visibles sur le site du Mémorial de Yad Vashem.
Elle crée et dirige l’agence de presse photographique officielle Walf et forme de jeunes photographes. Socialement impliquée, elle photographie les travailleurs des grands chantiers, les mouvements de jeunesse, les commémorations et accompagne la propagande qui encourage la reconstruction, le stakhanovisme, les campagnes d’alphabétisation.
En 1948, Julia Pirotte couvre le Congrès mondial des intellectuels pour la paix à Wrocław, photographiant notamment Pablo Picasso, Irène Joliot-Curie, Dominique Desanti… Elle réalise des reportages dans les pays de l'Est. En 1957, elle visite les kibboutz d’Israël. C’est pour elle l’occasion de rencontrer des amis de son frère, mort du typhus, en 1943, dans un goulag de Sibérie et qui furent comme lui victime des purges staliniennes.
Son premier mari étant décédé depuis longtemps, elle épouse, en 1958, Jefim Sokolski (1902-1974), un économiste polonais revenu au pays en 1956 après avoir passé 21 ans au Goulag.
Elle cesse ses activités professionnelles en mars 1968. À partir de 1978, grâce à des amis marseillais, anciens résistants, ses images de Marseille sortent de l'ombre. Son travail, exposé aux Rencontres d'Arles en 1980, suscite l'enthousiasme et lui assure la notoriété.
Elle expose dès lors en Pologne, à Londres, à Charleroi, à Stockholm, à New York... Ses photographies entrent dans les collections permanentes de plusieurs musées européens et américains.
En 1989, Julia Pirotte, qui vit désormais à Varsovie, confie l’ensemble de son œuvre au musée de la Photographie à Charleroi qui, en 1994, lui consacre une publication accompagnant une exposition itinérante : Julia Pirotte - Une photographe dans la Résistance.
Julia Pirotte repose au cimetière de Powązki à Varsovie, auprès de Jefim Sokolski.
En Pologne, son œuvre fait l'objet d'une exposition temporaire à l'Institut Historique Juif de Varsovie (ZIH) en 2012 : Julia Pirotte - Twarze i dłonie/Faces and Hands.

## Distinctions
- Croix de guerre 1939–1945
- Chevalière de l'ordre des Arts et des Lettres (15 février 1996)

## Expositions
- 1979 
  - Club des Écrivains polonais, Varsovie (PL)
  -   Festival international du fim à Moscou (URSS)
- 1980  
  - Rencontres internationales de la Photographie, Arles (F)
- 1981
  - Bibliothèque municipale de Beaune, (F)
  -  Musée de la photographie à Stockholm (S)
- 1982
  - Musée des Beaux-Arts de Varsovie (PL)
  -  Musée de la Photographie, Charleroi (B)
- 1983 
  - Musée national, Wroclaw, (Pl)
  -  Galerie Vrais Rêves, Lyon (F)
  - Bibliothèque du Livre international, Walbrzych (PL)
  - Centre de la culture de Kalisz (Pl)
- 1984
  - International Center of Photography (ICP) New York (États-Unis)
  - FNAC, Marseille (F)
- 1986 
  - Quinnipiac College Hamden (États-Unis)
- 1989
  - University of Hartford (États-Unis)
- 1994 
  - Une photographe dans la Résistance - Musée juif de Belgique, Bruxelles & Fonds Musée de la Photographie, Charleroi.
  - Livre et exposition à la FNAC Marseille
- 1995 
  - Une photographe dans la Résistance – Espace Génériques, Paris & Fonds Musée de la Photographie, Charleroi
- 2002 
  - Biennale de Liège & Fonds Musée de la Photographie, Charleroi
- 2023
  - Julia Pirotte, photographe et résistante - Mémorial de la Shoah, Paris

## Photographies dans les collections
- Bibliothèque nationale, Paris (F)
- Musée de la Photographie à Charleroi (B)
- Musée Nicéphore Niépce, Chalon-sur-Saône (F)
- Fotografiska Museet, Stockholm (S)
- Musée National, Katowice (Pl)
- Musée d’Art, Lodz (Pl)
- Musée de l’Holocauste, Washington (États-Unis)
- International Center of Photography, New York (États-Unis)
- Photographer’s Gallery, London (GB)
- La Contemporaine (F) (lien)
- Ministère des Anciens Combattants, Paris (F)
- Musée de l'Armée, Paris (F)
- Association des Anciens Combattants de la Résistance, Marseille (F)
- Mémorial de la Shoah de Paris (F)
- Musée de la photographie à Anvers (B)
- Archives of Women Artists

## Films
- Julia de Varsovie, documentaire, réalisation Pierre Krief, France, 1989.
- 21 août – 21 images, documentaire, réalisation Grégoire Georges-Picot, France, 1992.

## Articles
- Marina Julienne, « Marseille libérée ! », sur lejournal.cnrs.fr, CNRS, 21 août 2024
- Marianne Amar, « Julia Pirotte, photographe de Résistance », Vingtième Siècle, Revue d'histoire, 1995, p. 152-154.